# Дом Мятлевых
Дом Мя́тлевых (реже — дом Мятлева) — памятник архитектуры, бывший дворянский особняк городского типа, возведённый в 1760-е по проекту неизвестного архитектора (возможно, А. Ринальди, Ю. М. Фельтена или Ж.-Б. Валлен-Деламота). Расположен в Санкт-Петербурге по адресу Исаакиевская площадь, 9 и Почтамтская улица, 2. С середины XVIII века фасад дома почти не изменился (правая сторона здания была перестроена И. И. Цимом в 1872 году), в связи с чем особняк считается старейшим сохранившимся зданием на Исаакиевской площади. В настоящее время (2012) в здании размещается Прокуратура Санкт-Петербурга.
В пушкинские времена (1820-е — 1830-е годы) особняк Мятлевых стал известен как «Исаа́киевский дом» или «Дом у Исаа́кия». Дом Мятлевых связан с историей русской культуры XIX—XX веков. Его посещали видные поэты и писатели того времени, в том числе А. С. Пушкин, В. А. Жуковский, в 70-е годы XIX века гостил у брата И. Ф. Анненский, а позже здесь работали (а некоторые и жили) именитые деятели искусства и литературы — К. С. Малевич, В. Е. Татлин, Даниил Хармс. Кроме того, в этом особняке некоторое время гостили европейские философы (Дени Дидро, Август Шлегель).

## История
До 1710-х годов пространство будущей Исаакиевской площади занимали гласис (пологая земляная насыпь перед наружным рвом крепости или замка) и эспланада (широкое пространство перед фортификационным сооружением) Адмиралтейской крепости. Впоследствии эти оборонительные элементы были устранены в связи с утратой адмиралтейством фортификационного значения, и их место заняла хаотичная застройка из частных домов: деревянных или мазанок. Санкт-Петербургский пожар 1736 года уничтожил большую часть деревянных строений города. На одной только Исаакиевской площади и в прилегающих районах, называвшихся тогда Морской слободой, от огненной стихии пострадало около ста домов.

### Ранняя история. Дом Нарышкина
Первоначальные работы по возведению основательного здания на участке, ныне занимаемом домом Мятлевых, по-видимому, относятся к 1740-м — 1750-м годам. Перестройка дома до того вида, каким его знают сейчас, произошла в 1760-е — 1770-е — предполагается, что особняк возвели в 1765—1767 годах для князя М. М. Голицына в стиле раннего классицизма. Автор проекта доподлинно неизвестен. Вероятно, в создании дома участвовал Жан-Батист-Мишель Валлен-Деламот, либо Антонио Ринальди, либо Юрий Матвеевич Фельтен. Кроме того, до сих пор не найден оригинальный первоначальный проект сооружения. С февраля 1772 года домом владел вельможа Л. А. Нарышкин. Слывший «хлебосолом и весельчаком», Нарышкин давал в своём особняке приёмы, празднества и обеды. При нём здание практически не перестраивалось, оставалось неизменным.
В доме Нарышкина побывал ряд европейских писателей, философов (например, Д. Дидро и А. Шлегель). В 1773—1774 годах Санкт-Петербург по приглашению Екатерины II посетил Дени Дидро. По некоторым данным, французский философ во время своего путешествия останавливался именно в особняке Нарышкина, в честь чего на стене дома установлена памятная доска. Тем не менее, согласно теории краеведа Е. И. Красновой, это утверждение является заблуждением, а на самом деле Дени Дидро проживал в бывшем доме С. В. Нарышкина по современному адресу Владимирский проспект, 12.
24 ноября 1780 года в этом доме в присутствии императрицы Екатерины II дочь Льва Александровича Нарышкина — фрейлина двора Наталья — обвенчалась с Иваном Соллогубом. В 1799 году скончался Лев Александрович Нарышкин, и дом перешёл его сыну — Александру Львовичу Нарышкину. Именитая французская писательница Анна де Сталь подмечала, что «философическое уединение становится хозяину в тягость», чем объяснялась некоторая особенность жизни в этой городской усадьбе. Дом Нарышкина всегда, по мнению де Сталь, был открыт для гостей. Примечательные воспоминания оставил неизвестный мемуарист, считавший, что в особняке Александра Львовича сосредотачивалось «всё первостепенное в столице», а «порывы весёлости» сочетались с «простором для ума».
Им же описывается эпизод из светской жизни дома при Александре Нарышкине:

Все театральные труппы участвовали в его празднествах, и, конечно, не даром, а за весьма приличное вознаграждение. Раз такой праздник удостоил император Александр I своим присутствием и в разговоре, при прощании, любопытствуя, спросил у Нарышкина, во что обошёлся праздник. «Кажется, двадцать пять или тридцать рублей», — отвечал вельможа. «Что за пустяки!» — «Божусь вам, ваше величество! Лист вексельной бумаги, который я подписал за расходы, обошёлся мне не дороже этих денег…»
Шведский дипломат и фельдмаршал граф Курт фон Стедингк жил в доме Нарышкина в периоды с 1804 по 1808, а также с 1809 по 1811 годы в качестве посланника при русском дворе. В прессе того времени сохранились некоторые детали передвижений шведа по городу. Например, 12 января 1806 «Санкт-Петербургские ведомости» сообщили, что прибывший из Гродно Стедингк поселился «против церкви св. Исакия, в доме господина Нарышкина», в то время как 30 июня 1811 года то же издание объявило об отъезде дипломата из этого дома. Предполагается, что Стедингк сразу после первого своего приезда обосновался на состоящем из 11 покоев среднем этаже. Баварский дипломат Франц Габриель де Брэ отмечал, что Стендигк хорошо содержал свой дом, «хотя его состояние расстроено». В 1809 году граф вернулся в Санкт-Петербург. Так шведский фельдмаршал описывал быт в российской столице в письме своей жене:

Я живу в том же доме за тысячу рублей в месяц, в нём нет ни людей, ни обстановки. У меня те же слуги, но нет ни мяса, ни погреба. Всё же я накупил домашней утвари…
Впрочем, будущий зять Стедингка считал, что особняк Нарышкина —

один из красивейших в Петербурге, он имеет два внутренних двора, большой зал с галереями, длинную анфиладу роскошных комнат… Празднества устраивались еженедельно. Швеция хотела выглядеть значительно державой… Барона Стедингка в один голос превозносили и шведы, и иноземцы.
В 1809—1811 годах велось строительство полуциркульной пристройки во дворе особняка.

### После 1817 года

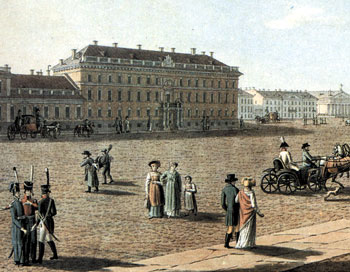
Дом Мятлевых в первой половине XIX века

В 1817 году особняк был приобретён Иваном Петровичем Мятлевым — богатым и знатным барином, собственником 12 тысяч душ, крестником Екатерины II, современником, другом А. С. Пушкина. При Иване Петровиче дом заполнился произведениями искусства: скульптурой, живописью, редкостями из Италии. Особняк продолжал жить светской жизнью: здесь бывали лица императорской крови и фамилии, представители дипломатического корпуса, министры, люди из мира искусства — артисты, музыканты, литераторы (к примеру, Пушкин, В. А. Жуковский, И. А. Крылов, П. А. Вяземский, П. А. Плетнёв, Н. И. Греч). Именно в пушкинские времена, когда в стенах резиденции Мятлевых и размещался знаменитый в ту пору петербургский салон, особняк обзавёлся микротопонимами «Исаакиевский дом» и «Дом у Исаакия». Считается, что основой успеха вечеров в доме Мятлевых был его хозяин, чьё «появление вводило радость в общество».
В 1810—1820-х годах началось строительство нового и существующего по сей день Исаакиевского собора — композиционного центра, доминанты Исаакиевской площади. В связи с этим, архитектор храма Огюст Монферран и А. А. Бетанкур (инженер и архитектор, возглавлявший Комитет красоты и архитектурной дисциплины) переосмыслили планировку территории вокруг возводимого колосса. Монферран предлагал сделать северную часть Исаакиевской площади прямоугольной по форме и симметричной, если смотреть со стороны Сенатской и Медного всадника, с собором в стиле ампир посередине. Зодчие предлагали архитектурно увязать застройку к западу и к востоку от собора в единое целое. Для зданий по бокам будущего храма предусматривались одинаковые фасады и расстояние до Исаакия — 60 метров. Дом Мятлевых, по мнению самого Монферрана, нарушал правильность прямоугольной формы и подлежал сносу. А. И. Мельников, В. П. Стасов, а также другие курировавшие проект реконструкции Исаакиевской площади архитекторы и инженеры, в целом поддерживали проект Монферрана, однако выступили против изменения фасадов зданий, окружавших собор. Дом Мятлевых не снесли, в то время как на треугольным участке (между Исаакиевской площадью, Адмиралтейским и Вознесенским проспектами) по другую сторону от Исаакиевского собора, также «портившем» форму площади, возвели Дом Лобанова-Ростовского.
14 (26) декабря 1825 года на Сенатской площади группой дворян-единомышленников при поддержке ряда военных соединений была осуществлена попытка государственного переворота, оставшаяся в истории как Восстание декабристов. Определённые перемещения сил и другие тактические действия затрагивали Исаакиевскую площадь. Очевидцы случившегося из числа лейб-гвардейцев Конного полка впоследствии описывали события 1825 года. В своих мемуарах гвардейские чины не обделили вниманием и дом Мятлева. Конному полку не удавалось пройти на Сенатскую площадь в атаку на мятежное каре — полк «молодецки пять раз атаковал каре московцев и пять раз был отбит штыками и залпами». В связи с этим пришлось осуществлять войсковые перестроения у дома Петра Васильевича Мятлева, чей зять А. П. Галахов (муж Софьи Мятлевой) и сын ротмистр Пётр Петрович Мятлев по сути сражались у окон своего дома. Пётр Петрович, более того, являлся в тот день командиром 1-го эскадрона Конного полка.
В 1856 году под руководством зодчего Л. Ферраццини перестраивался южный дворовый флигель: часть строения просто надстраивалась, другая возводилась заново. Четырьмя годами позже (в 1860) главное здание обзавелось каменной двухэтажной застеклённой галереей и небольшим корпусом в одной части фасада во дворе. В 1872 году участок претерпел значительные изменения. Посередине двора выстроили каменный корпус, со стороны Почтамтской улицы по проекту И. И. Цима возвели трёхэтажный флигель, была увеличена стеклянная галерея. Больше изменений в ансамбле городской усадьбы в конце XIX века, по всей видимости, не производилось.
Начиная с 1870-х и заканчивая 1914 годом дом сдавали Е. В. Богдановичу — генерал-лейтенанту, принимавшему участие в Крымской войне и военных кампаниях в Болгарии. Евгений Васильевич был также известен как староста Исаакиевского собора, организатор церковного хора и издательства. На протяжении царствования трёх императоров (Александра II, Александра III и Николая II) в доме Мятлевых Богдановичем содержался политический салон. Не только безупречная репутация хозяина при дворе и хорошая кухня привлекали в дом Богдановича ключевых политических персон Петербурга. В салоне обменивались слухами, общались вельможи и капиталисты, шла «подковёрная» борьба.

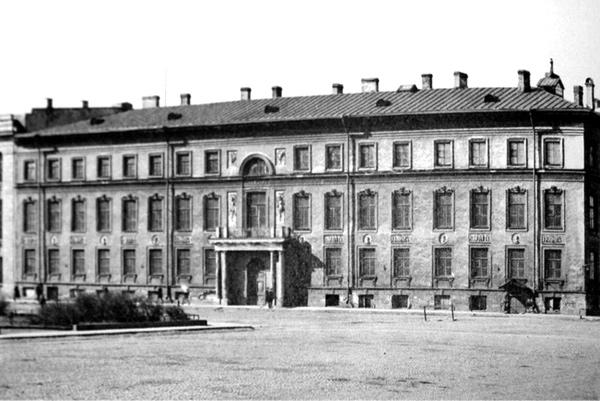
Дом Мятлевых в начале 1900-х

В 1870-е в доме в квартире № 12 жила семья русского поэта Николая Фёдоровича Анненского, служившего тогда по своей специальности (экономист-статистик) в министерстве путей сообщения. С осени 1875 по 1876 год здесь проживал и молодой на тот момент брат Николая Фёдоровича — Иннокентий. Сначала Иннокентий готовился здесь к экзаменам на «испытание зрелости» после первой, не увенчавшейся успехом попытки под руководством старшего брата, однако, когда пришла пора повторных экзаменов, Иннокентий фактически уже не жил со своими родителями и полностью переехал к старшему брату. Повторные экзамены Иннокентий Анненский выдержал и поступил в университет, с чем его проживание в доме Мятлевых и прекратилось.

### Советский период
После выезда последних наследников Мятлева в Париж в 1918 году в муниципализированном особняке разместился Музей Старого Петербурга, ранее находившийся в Доме городских учреждений. Впрочем, в том же году Музей Старого Петербурга включили в состав Музея города и перевели в дом 35 по набережной реки Фонтанки. В 1918 году в доме Мятлевых был сформирован Отдел народного просвещения, впоследствии присоединившийся к Комиссариату народного просвещения до переезда советского правительства в Москву. В связи с работой в комиссариате здесь бывал А. В. Луначарский. В начале 1920-х годов в доме расположилось общество «Старый Петербург», с 1925 года именуемое «Старый Петербург — Новый Ленинград». В работе общества принимали участие многие видные историки северной столицы: например, А. Н. Бенуа, В. Я. Курбатов, П. Н. Столпянский, А. Г. Яцевич и другие.
В 1921 году петербургские художники из числа «левых» открыли в доме Музей художественной культуры (МХК). В музее применялась отличная от традиционной, привычной практики концепция, когда произведения искусства распределяются по экспозиции не по историческому или национальному признаку, а учитывая, собственно, художественную культуру (то есть изобразительные приёмы, материалы, способы их обработки и т. д.). Правда, постоянно менявшаяся развеска фондов МХК не всегда отвечала этой концепции. Музейное собрание графики и живописи относилось в большей степени к новейшим веяниям в русском изобразительном искусстве — от импрессионизма до супрематизма и беспредметности. В разные годы в МХК работали Н. Н. Пунин, В. Е. Татлин, М. В. Матюшин, А. Е. Карев, Н. А. Тырса, Н. Ф. Лапшин; учреждение возглавляли: Н. И. Альтман (1921), А. И. Таран (1921—1923), К. С. Малевич (1923—1926).

К. Малевич. Архитектон «Гота», 1923 (?); гипс.
В процессе работы в ГИНХУКе основное внимание Малевич уделял архитектуре. В частности, Казимир Северинович применил супрематические принципы формообразования при создания реальных объёмных моделей, которые художник назвал «архитектонами». Впоследствии архитектоны выставлялись на отчётных выставках в институте

В 1923 году на базе музея всё в том же бывшем особняке Мятлевых был организован Институт художественной культуры (ГИНХУК). В институте практиковались непривычные и нетрадиционные для искусствоведения методы и пути исследования искусства. Результаты проделанной в стенах ГИНХУКа работы демонстрировались на отчётных выставках, прошедших в 1924 и 1926 годах. В здании на Исаакиевской площади работали отделы института: формально-теоретический и практический, позже переименованный в живописный (которым заведовал Малевич), Органической культуры (заведующий — Матюшин), материальной культуры (до осени 1925 заведовал Татлин, затем Суетин), общей идеологии (во главе последнего стоял Пунин) и отдел техники живописи, позднее переименованный в экспериментальный (заведующий — П. А. Мансуров). Помимо перечисленных, некоторое время существовало также и внештатное фонологическое отделение (заведовал И. Г. Терентьев). В разное время сотрудниками ГИНХУКа числились также И. Г. Чашник, Л. М. Хидекель, Л. А. Юдин, К. И. Рождественский, В. М. Ермолаева,А. А. Лепорская, Борис, Георгий, Мария и Ксения Эндеры, В. В. Стерлигов, Н. А. Хапаев, Е. А. Некрасов и другие. На состояние 1925—1926 годов в состав ГИНХУКа входило около тридцати человек.
Казимир Малевич, возглавлявший институт в последние годы его деятельности, проживал всё в том же здании, только со «входом из подворотни с Почтамтской улицы». В его квартире (№ 5) тоже кипела жизнь. Здесь собирались поэты и художники, в том числе — сотрудники выше описанных института и музея. Малевич жил в доме до самой смерти в 1935-м. В 2002 году на стенах особняка установили памятную доску.
В 1926 году Казимир Малевич предоставлял для репетиций театральной группы «Радикс» помещения в возглавляемом им Институте художественной культуры — Белый зал и подсобные комнаты. Это стало началом знакомства Малевича и Даниила Хармса. Постановщик из «Радикса» — Г. Н. Кацман — так вспоминал обстоятельства «сделки» с именитым художником, произошедшей буквально в доме Мятлевых:

Введенский взялся организовать связь с Инхуком. Тут же на пятисотрублёвой николаевской ассигнации постановщик [Г. Н. Кацман] написал заявление Малевичу, в котором говорилось, что он собрал труппу и хочет поставить сценический эксперимент с целью установить, что такое театр. Заявление было завязано в «старушечий» узелок, позвонили Малевичу и тотчас же к нему отправились. План Малевичу понравился, он сказал: «Я старый безобразник, вы молодые, — посмотрим, что получится». Заявление понравилось ему ещё больше, он тут же написал на нём (и на его «нормальной» копии) резолюцию коменданту, и «Радикс» получил в своё распоряжение Белый зал Инхука и много подсобных помещений.
В 1926 году Институт художественной культуры слили с Институтом истории искусств. В последнем выходцы из упразднённого ГИНХУКа (в числе которых значился и Казимир Малевич) основали собственную «Лабораторию изучения формы и цвета». Тогда же закрыли и музей художественной культуры, коллекции МХК передали в Русский музей.
Помимо музея и института художественной культуры, в первые годы советской власти в здании успели побывать госпиталь, восьмилетняя школа, управление «Главленстройматериалы» Ленгорисполкома. В 1941—1944 годах, когда шли бои под Ленинградом, пострадали фасады дома — были разрушены лепные барельефы. Восстановили эти архитектурные элементы лишь в 1948—1949 годах. Тогда же и были произведены обмеры фасадов под руководством архитекторов Д. В. Красовского и Т. В. Берсеневой. По состоянию на март 1949 года в здании находились: I РЖУ Октябрьского района, домохозяйство № 196, районо, средняя школа № 225 и склады. В 1952 году прошла очередная реставрация здания с окраской фасадов, а в 1960—1961 годах по проекту С. Фроловой были частично отреставрированы исторические интерьеры.

### Современность
В 1990-х годах после реставрации, произведённой «одной из турецких фирм», в бывший дом Мятлевых въехала городская прокуратура. В середине 2000-х было предложено надстроить дом одним этажом, однако Комитет по государственному контролю, использованию и охране памятников истории и культуры Санкт-Петербурга (КГИОП) отказал застройщику в таких изменениях. Впоследствии заместитель начальника КГИОПа Марина Сметанина признала, что разрешение на реконструкцию было бы крупной градостроительной ошибкой. К 2010—2011 годам были осуществлены разнообразные реставрационные работы: реставрация цоколя и металлодекора, ремонт штукатурной отделки и реставрация барельефов в мастерской. В 2011 году стало известно, что Прокуратуру Санкт-Петербурга переводят в новое здание — дом 66 по Каменноостровскому проспекту. Дом Мятлевых займёт Управление Генпрокуратуры РФ по Северо-западному федеральному округу. Заявляется, что отреставрированное в 1990-х здание изначально предназначалось для представителей Генпрокуратуры в городе, городской надзорный орган «пустили» в дом Мятлевых временно.
В 2018 году власти города выделили 52 млн рублей на реставрацию Большого зала.

## Архитектурные особенности

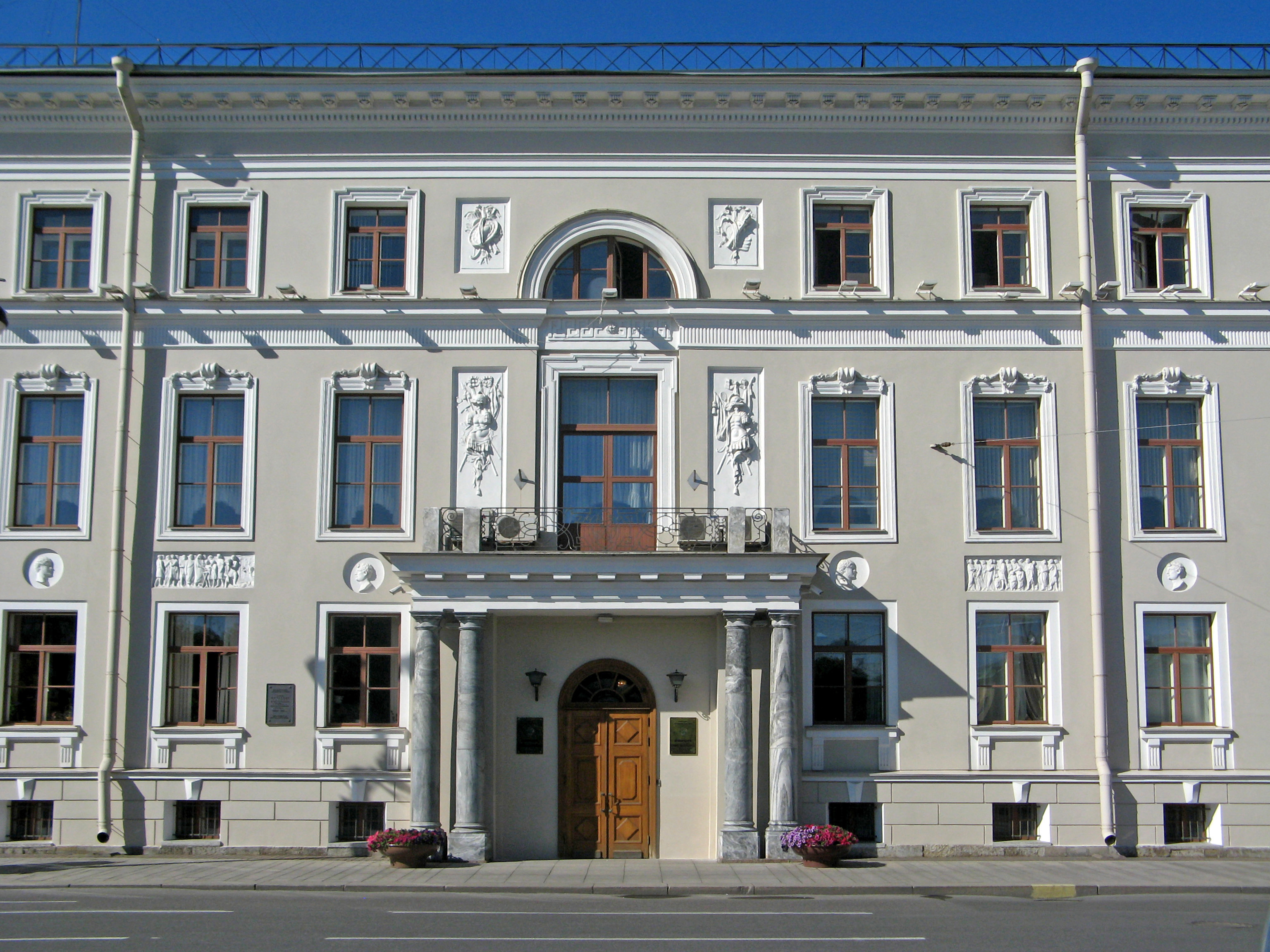
Парадный подъезд дома Мятлевых

Ансамбль городской усадьбы Мятлевых состоит из главного дома и флигеля и расположен на угловом участке у пересечения Почтамтской улицы и Исаакиевской площади. Фундамент здания — ленточный и бутовый. Цоколь отделан путиловской плитой (известняком, добытым в Путилове), а стены — кирпичные, но оштукатуренные. Перекрытия двух типов: плоские по деревянным балкам и сводчатые из кирпича. В строении встречаются как каменные, так и паркетные полы. Оконные проёмы имеют прямоугольную форму. Кровля — железная. Главное здание является трёхэтажным и с высоким цоколем. В плане главный корпус — прямоугольник с полуциркульным ризалитом во дворе. Флигель также трёхэтажный и прямоугольный в плане.
Главный фасад здания выходит на Исаакиевскую площадь. Оконные проёмы первого этажа имеют гладкие наличники. Подоконные доски закреплены на кронштейнах. Над окнами первого этажа — ряд барельефов, причём многократно чередуются различные прямоугольные скульптурные композиции на сюжеты из античности и круглые рельефные мужские профили. Окна второго этажа одеты в наличники простого профиля, визуально ограничены гирляндой и замковым камнем волютообразной формы. Между рядами окон второго и третьего этажей тянется фриз, над ним — простой карниз. Окна третьего этажа представляют собой квадраты, и заключены они в профилированные наличники с раскрепованными горизонтальными элементами.
Центральный вход исполнен в виде портика: четыре колонны тосканского ордера поддерживают оформленный кованной решёткой балкон второго этажа. Дверь на балкон с обоих боков обрамлена рядом прямоугольных филёнок с резными барельефами, над дверью расположено полуциркульное окно, также окружённое скульптурными вставками. Боковой фасад обращён к Почтамтской улице.

### Памятные доски
В 1991 году на стене дома была установлена гранитная мемориальная доска, посвящённая пребыванию французского философа Дени Дидро в этом доме в 1773 году. Архитектор — В. С. Васильковский.

В этом доме с 8 октября 1773 по 5 марта 1774 жил великий французский просветитель Дени Дидро
Dans ce batiment D’Octobre 8 1773 A’Mars 5 1774 vecut le grand Philosophe francais Denis Diderot
24 июня 2002 года по инициативе Д. А. Гранина, Е. Ю. Гениевой и Л. П. Романкова и при поддержке Государственного музея городской скульптуры и комитета по культуре администрации Санкт-Петербурга на стене дома Мятлевых была открыта памятная доска, посвящённая русскому художнику Казимиру Малевичу. Автор архитектурного проекта — В. Б. Бухаев.

Художник Казимир Малевич 1878—1935 жил и умер в этом доме

### Интерьеры
Внутренняя планировка дома — периметральная. Имеется парадная анфилада, расположенная на втором этаже здания и тянущаяся вдоль главного фасада строения. Оформление интерьеров дома начала XIX века до наших дней не сохранилось. Тем не менее, некоторые детали отделки помещений здания присутствуют и по сей день.
Парадный вестибюль выполнен в форме вытянутого прямоугольника. Каждая стена была обработана двумя пилястрами, четырьмя полуколоннами у концов колоннад. Сами колонны композитного ордера лишены баз и поддерживают единый антаблемент. Вестибюль перекрыт коробовым сводом. Несколько ступеней соединяют это парадное помещение с трёхмаршевой парадной лестницей, заключённой в полукруглую лестничную клетку, которой на фасаде дома Мятлевых со двора соответствует полуциркульный ризалит.
На втором этаже прежде размещались парадные помещения — в том числе большой зал с колоннадой, поддерживающей хоры, и пилястрами из искусственного мрамора; комнаты, с уцелевшими до наших дней изразцовыми печами.
В настоящее время (2012) интерьеры приспособлены под нужды разместившейся в здании городской прокуратуры — коридоры стали узкими, кабинеты тесными.

## ЦерковьВоскресения Христова
Церковь Воскресения Христова — домовая церковь особняка Мятлевых. В 1817 году, возможно, по проекту Л. Руска в доме начались внутренние изменения. За 2 месяца в особняке устроили церковь. Последнюю разместили на верхнем этаже в оформленном пилястрами из искусственного мрамора зале с хорами. 20 марта 1820 года домовую церковь освятили. Храм подчинялся непосредственно кафедральному Исаакиевскому собору. Бронзовые паникадила и бра освещали помещения. Стены расписали «завесами». Отделка иконостаса и алтаря выполнена из красного дерева с накладками из бронзы. В период с 1875 по 1876 годы академиком Д. Н. Мартыновым были написаны новые иконы для иконостаса, плащаница, запрестольный образ. После национализации особняка в 1918 году церковь закрыли и уже 27 апреля 1926 года ликвидировали: иконы, церковная утварь были переведены в Музей отживающего культа.

## Комментарии
1. ↑  О произошедшем свидетельствует, в частности, и автограф письма Николая Анненского директору гимназии Человеколюбивого общества А. А. Голицынскому от 15 мая 1875 года, сообщающего о болезни Иннокентия Фёдоровича. См. ЛГИА, ф. 490, оп. 1, д. 97, л. 53.
2. ↑  По данным 1953 года — домохозяйство № 199[2].
3. ↑  Тем не менее, в 1838 году церковь Воскресения Христова значилась как церковь во имя Апостола Фомы[32].

## Интернет-ресурсы
- Мятлевых дом — статья из энциклопедии Санкт-Петербурга
- Дом Мятлевых. Citywalls (23 августа 2008). Дата обращения: 5 января 2012.
- Дом Мятлевых. Петербург. Всё о Санкт-Петербурге. Дата обращения: 5 января 2011.
- Дом Мятлевых. i love petersburg.ru (24 декабря 2009). Дата обращения: 5 января 2011. Архивировано 10 мая 2012 года.
- Исторический очерк. Прокуратура Петрограда — Ленинграда — Санкт-Петербурга. Прокуратура Санкт-Петербурга. Дата обращения: 5 января 2011. Архивировано из оригинала 10 мая 2012 года.